# Novarello - Villaggio Azzurro
Novarello - Villaggio Azzurro (noto semplicemente come Novarello) è un centro sportivo situato nel comune di Granozzo con Monticello, in provincia di Novara (a 10 km dal capoluogo).
Costruito come centro sportivo al servizio delle selezioni del Novara Calcio ad opera degli allora titolari del club, la famiglia De Salvo (che ne è proprietaria attraverso la società Polisystem S.r.l., controllata da Policlinico di Monza S.p.A.), ha ospitato fino al 2021 la sede sociale, gli allenamenti della prima squadra, la preparazione e le partite casalinghe delle selezioni del settore giovanile. Dal 2022 è sede della preparazione del Novara Football Club, la società subentrata de facto a seguito della cessata attività del Novara Calcio.

## Storia
Inaugurato il 29 settembre 2007, il centro sportivo si estende su una superficie di 130.000 m², in cui trovano posto 5 campi da calcio a 11 regolamentari (di cui tre in erba naturale e due in erba sintetica) e 2 più piccoli, oltre a un campo da beach volley, una pista di atletica (solo rettilineo), due alberghi, uffici operativi e dirigenziali, sale per congressi e convegni, due ristoranti, una palestra, una Spa e un'area polifunzionale con auditorium.
Nel centro è presente anche un palasport di 2000 m², che può accogliere sedute di allenamento di vari sport, quali pallacanestro, pallavolo, futsal o calcio a 5, arti marziali (in particolare kendō e judo), ballo e danza sportiva, sci nautico e sci alpino (questi ultimi due sport in virtù di collaborazioni stabilite tra il Novara Calcio e le federazioni FISN e FISI) e hockey su pista.
All'interno della struttura vi è un antico mulino ad acqua risalente al XVII secolo (completamente restaurato ed adibito a uffici), il Molino Baraggia già dimora dello scrittore Dante Graziosi.
Nel 2016 all'interno del centro sportivo venne costruita una copia della chiesa del Monastero di Mar Elian, luogo di culto siriano distrutto dall'Isis il 21 agosto 2015.

## Galleria d'immagini

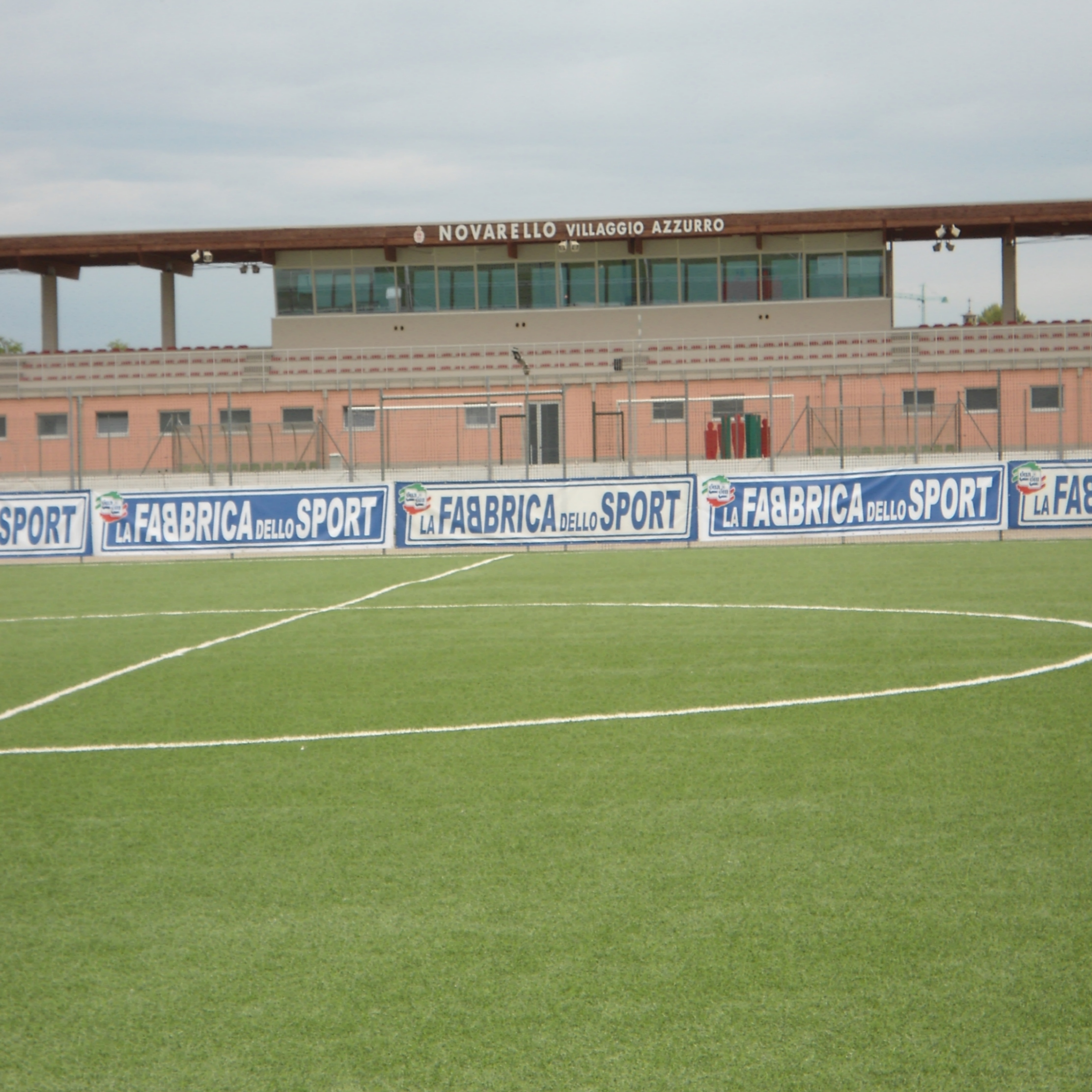
Vista sulla tribunetta del campo in erba naturale
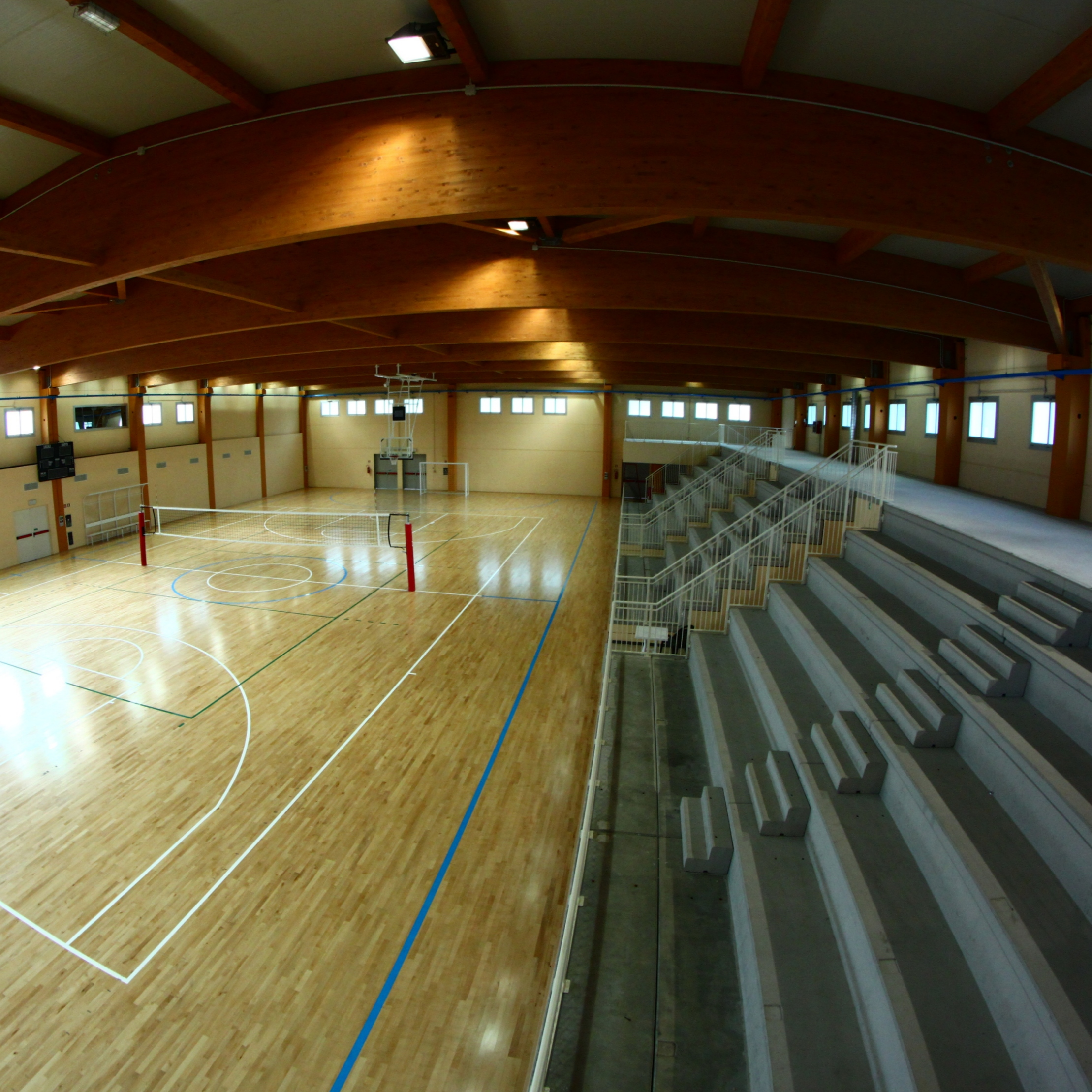
Interno del palasport PalaNovarello
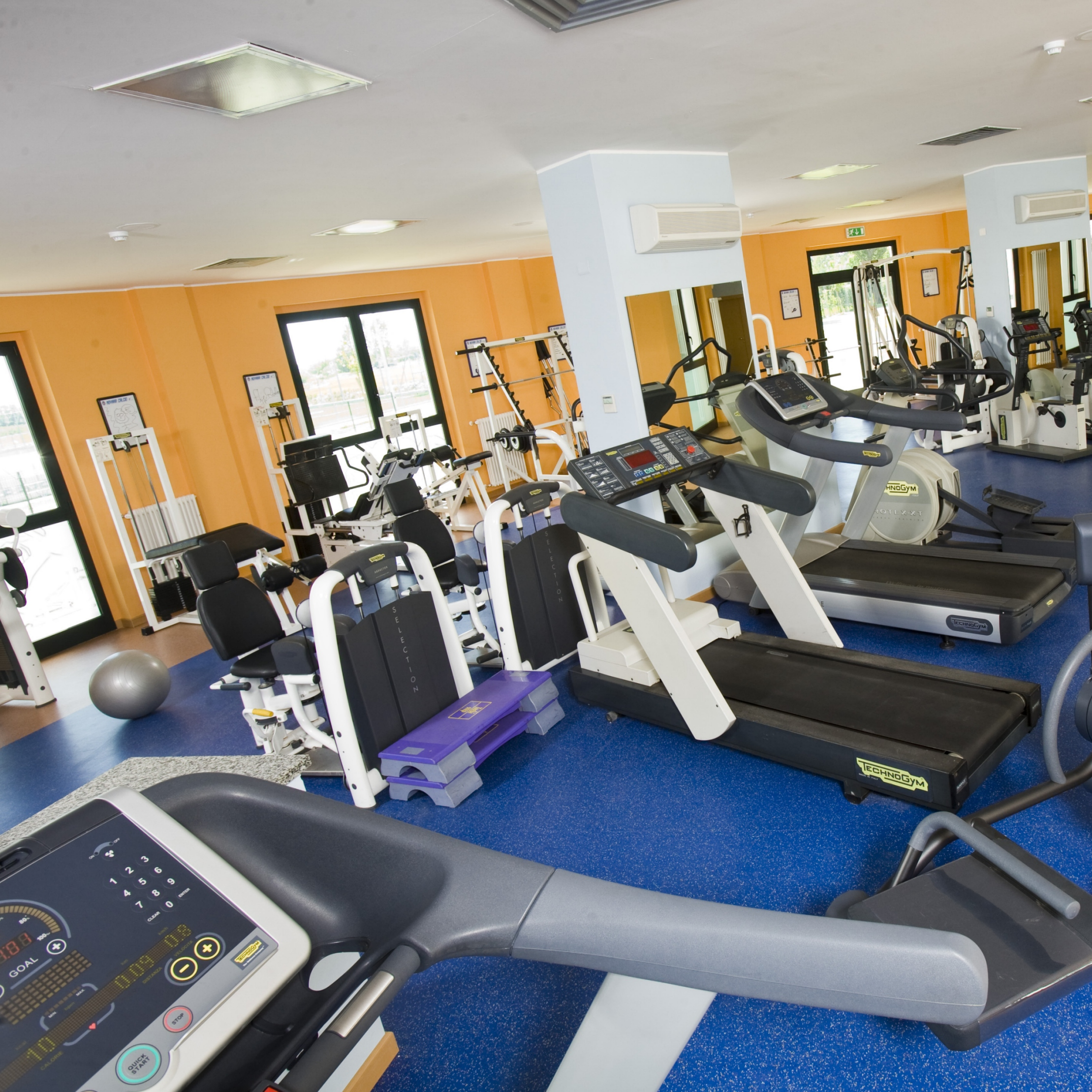
Interno della palestra e della sala pesi
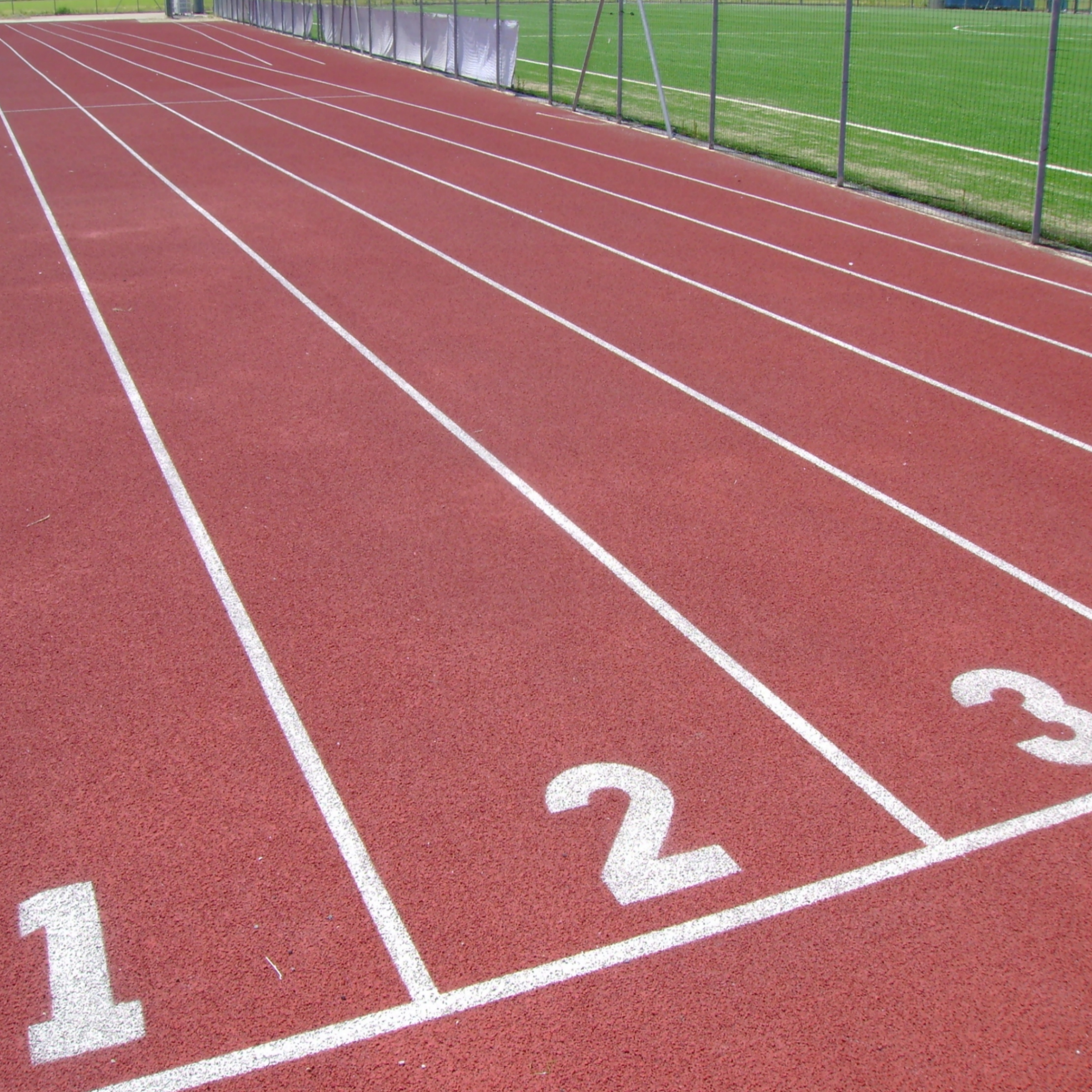
La pista di atletica leggera
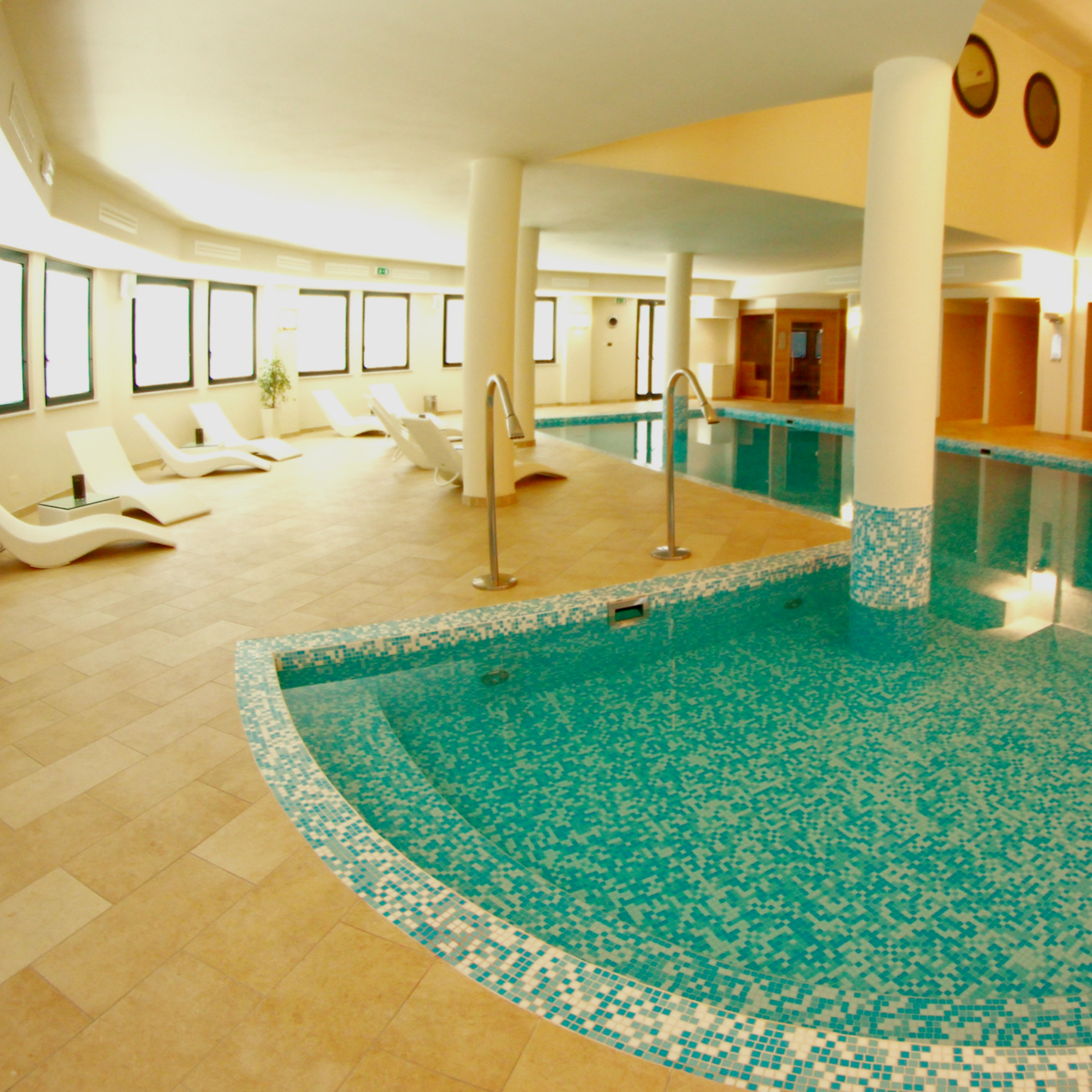
Interno della piscina e centro benessere
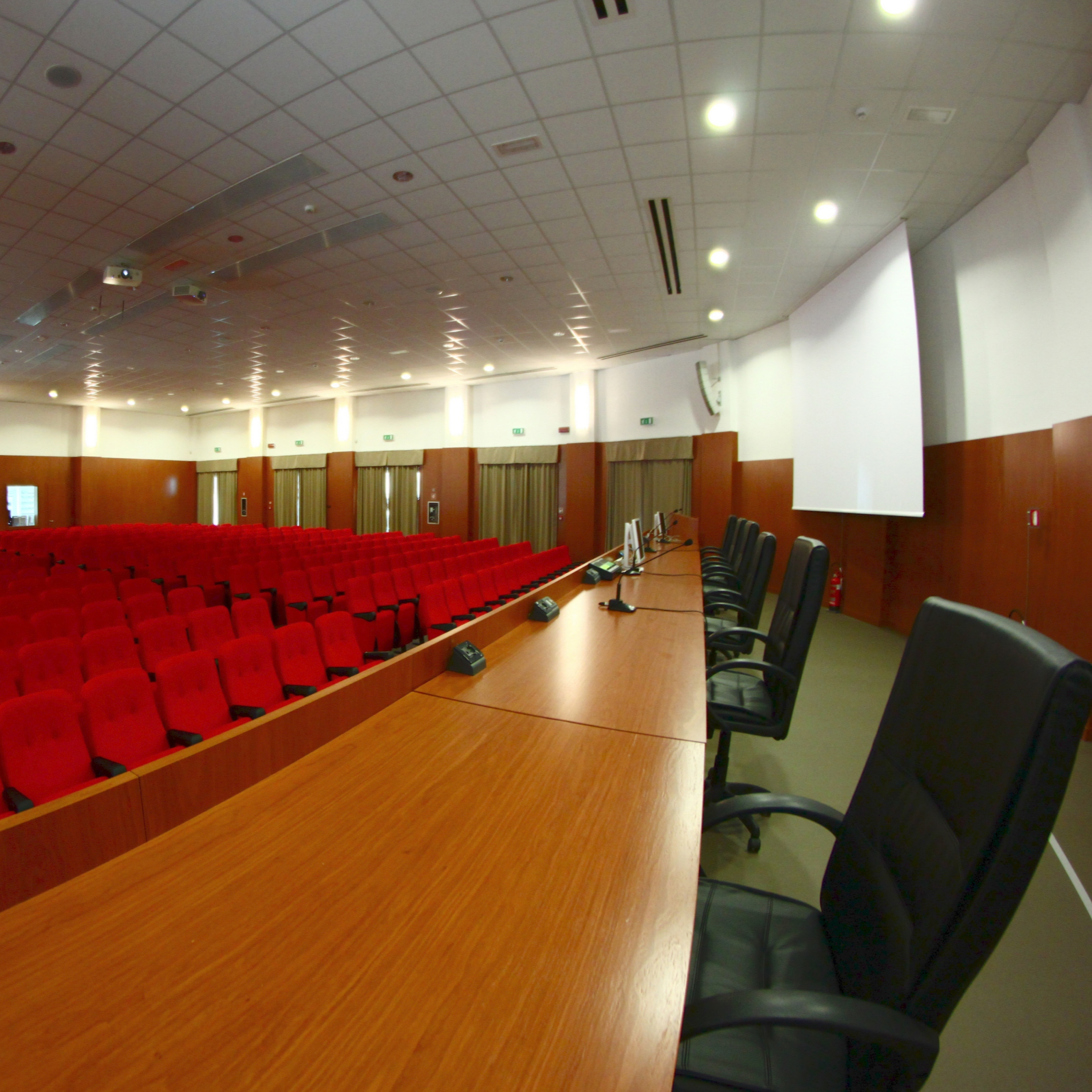
Interno del centro meeting & congressi